# Austrodecus (Tubidecus) bathyale
Austrodecus (Tubidecus) bathyale is een zeespin uit de familie Austrodecidae. De soort behoort tot het geslacht Austrodecus. Austrodecus (Tubidecus) bathyale werd in 1991 voor het eerst wetenschappelijk beschreven door Stock. 